# Guerre croato-bosniaque
Guerre de Yougoslavie
La guerre croato-bosniaque est un conflit entre la république de Bosnie-Herzégovine et la république d'Herceg-Bosna, entité autoproclamée et sécessionniste soutenue par la Croatie. Le conflit éclata le 19 juin 1992 à la suite des accords de Graz et de Karađorđevo, qui entendaient partager la Bosnie en deux entités serbe et croate, et dura jusqu’au 23 février 1994. Il est souvent désigné comme « une guerre dans la guerre », s’insérant dans le plus large conflit que fut la guerre de Bosnie.
Pour cette dernière raison, il n’y a pas de chiffres précis du nombre de victimes. Le Centre de recherche et de documentation de Sarajevo dénombre 10 448 morts civils et militaires dans le canton de Bosnie centrale, dont 62 % de Bosniaques, 24 % de Croates et 13 % de Serbes. Dans les municipalités de Gornji Vakuf-Uskoplje et de Bugojno, 70 à 80 % des victimes étaient bosniaques. Dans la région de la Neretva, on dénombre 6 717 morts dont 54 % de Bosniaques, 24 % de Serbes et 21 % de Croates. La majorité de ces victimes est attribuable au conflit croato-bosniaque mais un nombre incertain d’entre elles est toutefois à mettre sur le compte de la guerre d’indépendance contre la Serbie.

## Contexte

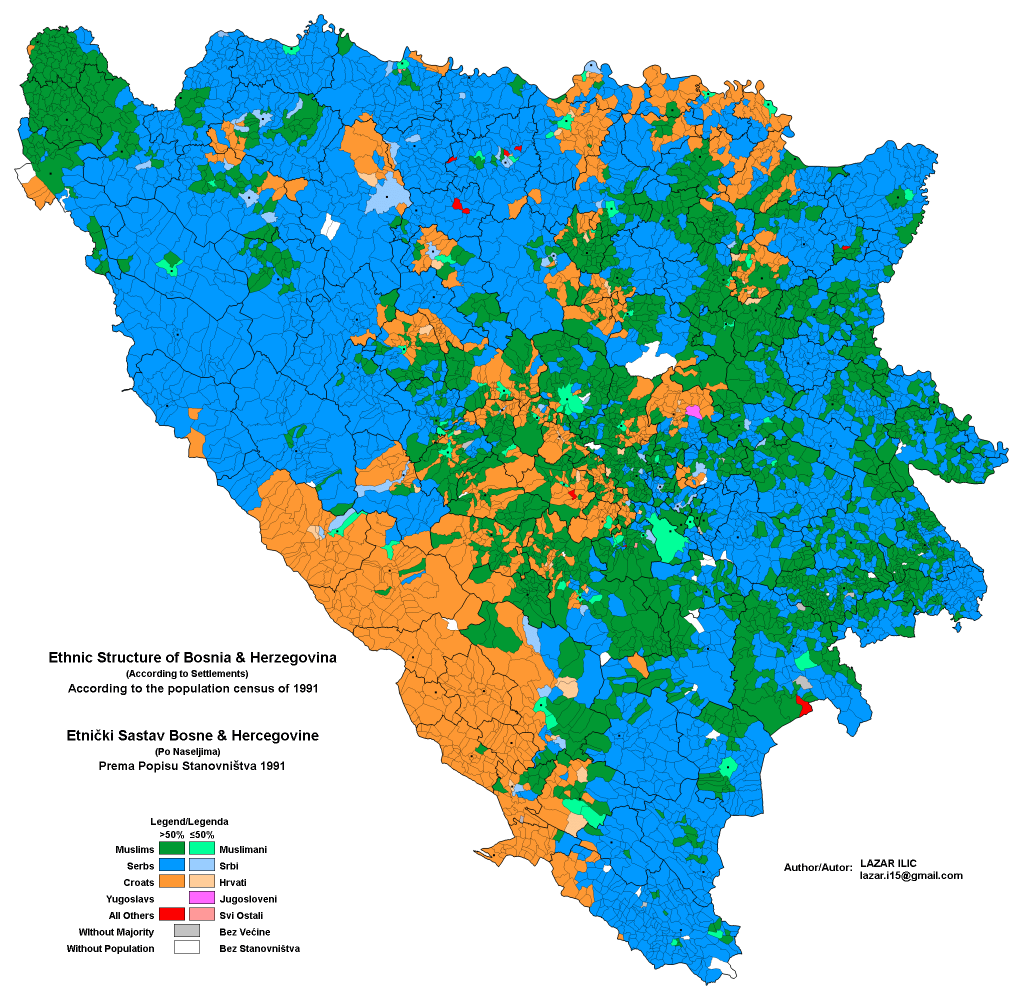
Peuplement de la Bosnie-Herzégovine en 1991.

Pendant les guerres de Yougoslavie, les nationalistes croates de Bosnie-Herzégovine partageaient les objectifs des Croates de Croatie. L’Union démocratique croate, au pouvoir en Croatie, fonda et pilota la branche bosnienne du parti. À la fin de l’année 1991, ses éléments les plus extrémistes, sous la direction de Mate Boban, Dario Kordić, Jadranko Prlić, Ignac Koštroman et avec le soutien de Franjo Tuđman et Gojko Šušak, en avaient pris le contrôle effectif.
À la suite de la déclaration d’indépendance de la Bosnie, les Serbes lancèrent des attaques en différents endroits du pays. L’administration cessa de fonctionner, ayant perdu le contrôle du territoire. Franjo Tuđman, de son côté, chercha à sécuriser les régions peuplées en majorité de Croates. Il avait rencontré Slobodan Milošević dès le mois de mars 1991 à Karađorđevo dans le but de négocier un partage de la Bosnie entre la Serbie et la Croatie.
Le 12 novembre 1991, les dirigeants de l’Union démocratique croate en Bosnie, notamment Mate Boban, Vladimir Šoljić, Božo Raić, Ivan Bender, Pero Marković et Dario Kordić. publièrent un document déclarant que “Les Croates de Bosnie-Herzégovine doivent s’atteler à une politique décisive et active dans le but de réaliser notre rêve vieux de plusieurs siècles: un État croate commun”. Le 18 novembre, le parti proclama l’existence de la communauté croate d’Herzeg-Bosna en tant qu’”unité politique, culturel, économique et territoriale” distincte sur le territoire de la Bosnie-Herzégovine.
En janvier 1992, Tuđman fit évincer le président de l’HDZ bosnienne, Stjepan Kljuić, partisan de la coopération avec les Bosniaques au sein d’un État unifié, au profit de Mate Boban, qui œuvrait pour le rattachement des zones de peuplement croates à la Croatie.
Le 9 avril fut fondée la Force de défense territoriale de Bosnie-Herzégovine. Le lendemain, Mate Boban la déclara illégitime dans les régions à majorité croate.
Le 9 mai 1992, Radovan Karadžić et Boban se rencontrèrent à Graz et s’entendirent sur une partition de la Bosnie. Le même mois, le général Ante Roso déclara que le Conseil de défense croate (Hrvatsko vijeće obrane, HVO) était la seule force de défense légitime en Herzeg-Bosna. Cela eut pour effet de mettre fin aux relations entre Bosniaques et Croates en Bosnie ainsi qu’entre les deux États, Bosnie et Croatie.
Le 18 juin 1992, les forces de défense bosniennes à Novi Travnik reçurent un ultimatum du HVO visant à y abolir les institutions bosniennes pour établir l’autorité du HVO à leur place et à expulser les réfugiés musulmans dans les 24 heures. Le lendemain, le HVO attaqua l’école primaire et le bureau de poste. L’été qui suivit fut parsemé d’incidents et d’échauffourées entre Croates eux-mêmes, le Conseil de défense croate cherchant à obtenir la partition de la Bosnie alors que les Forces de défense croates (Hrvatske obrambene snage, HOS) s’allièrent avec les Bosniaques pour maintenir l’intégrité du territoire. Le 9 août, des membres du HVO sous les ordres de Mladen Naletilić assassinèrent le chef du HOS, Blaž Kraljević, ainsi que huit de ses hommes, mettant fin à la coopération entre Croates et Bosniaques.
Le 6 juillet 1992, Mate Boban proclama officiellement l’indépendance de l’Herzeg-Bosna. Tuđman fit pression sur Alija Izetbegović, chef des indépendantistes bosniaques, afin que ce dernier accepte l’idée d’une fédération d’États avec la Croatie. Izetbegović refusa, arguant que cela empêcherait toute réconciliation entre Serbes et Bosniaques ainsi que le retour des déplacés bosniaques à l’est du pays. Boban lui lança alors un ultimatum, l’avertissant que s’il refusait de rejoindre la Croatie, les forces croates ne l’aideraient pas à défendre Sarajevo contre les Serbes. Deux semaines plus tard, Tuđman et Izetbegović signèrent néanmoins un traité plaçant le HVO sous l’autorité des Forces de défense territoriale bosniennes.
Le 7 septembre 1992, le HVO exigea que les miliciens bosniaques se retirent des faubourgs croates de Stup, Bare, Azići, Otes, Dogladi et, en partie de Nedžarići. Les Croates accusèrent les Bosniaques d’avoir tué six de leurs soldats et d’avoir pillé des maisons à Stup tandis que les Bosniaques accusèrent les Croates d’avoir négocié l’évacuation de civils serbes et croates en négligeant les Bosniaques. Tuđman et Izetbegović poursuivirent toutefois leurs négociations et, à la fin du mois, se rencontrèrent pour discuter d’une alliance contre les forces serbes.
La situation se dégrada en octobre 1992, lorsque les Croates attaquèrent des civils bosniaques à Prozor et brûlèrent leurs maisons. Selon l’acte d’accusation de Jadranko Prlić, le HVO chassa la majorité des musulmans de la ville et de plusieurs villages alentour. Le 11 octobre, Tuđman ordonna au HVO de se retirer de Bosanski Brod, défendue alors par des forces mixtes composées de Croates et de Bosniaques. La ville fut occupée par les Serbes dans les heures qui suivirent. Les Bosniaques suspectèrent alors la conclusion d’un cessez-le-feu entre Serbes et Croates à leur détriment. Le 25 octobre, les forces croates et serbes intensifièrent leurs attaques contre les Bosniaques dans plusieurs villes-clés au centre et au nord de la Bosnie, dont Sarajevo. L’alliance entre Croates et Bosniaques était largement compromise.
À la même période, des moudjaidin arrivèrent d’Afrique du Nord et du Moyen-Orient et installèrent des camps d’entraînement au centre de la Bosnie pour soutenir les Bosniaques contre les Serbes. Ils furent intégrés au sein de l’Armée de la république de Bosnie-Herzégovine comme détachement de la 7e brigade musulmane à Zenica.
En novembre 1992, le HVO contrôlait environ 20 % du territoire de la Bosnie-Herzégovine. Un mois plus tard, il avait étendu son emprise à une grande partie du centre du pays, dont la vallée de la Lašva, où il n’avait rencontré de résistance significative qu’à Novi Travnik et à Ahmići. Les autorités bosniaques, de leur côté, interdirent aux Croates de quitter les villes de Bugojno et Zenica et se servirent périodiquement d’eux comme monnaie d’échange contre des prisonniers ou déplacés bosniaques.
Jusqu’en 1993 toutefois, le HVO et l’armée de Bosnie combattirent ensemble contre l’Armée de la république serbe de Bosnie dans certaines régions de Bosnie. Malgré le conflit latent entre les deux entités, l’alliance croato-bosniaque se maintint dans la poche de Bihać et au nord de la Posavine, où chacune des deux parties aurait été largement dominée par les forces serbes.

## Chronologie

### Bombardement de Gornji Vakuf
Le 10 janvier 1993, Luda Šekerija, commandant du HVO, demanda à Tihomir Blaškić et à Dario Kordić de mettre à sa disposition des obus de mortier de la manufacture de munitions de Vitez. Le lendemain, les forces croates attaquèrent Gornji Vakuf afin de relier l’Herzégovine à la vallée de la Lašva, tous deux parties de la Communauté croate d’Herzeg-Bosna. La première cible visée fut un hôtel bosniaque servant de quartier général militaire. Les combats se généralisèrent ensuite à toute la ville et l’artillerie croate en pilonna une grande partie la nuit suivante. Le HVO tenta de négocier un cessez-le-feu contre la promesse que les Bosniaques remettent la ville en mains croates. Devant le refus catégorique du côté bosniaque, les bombardements se poursuivirent, suivis par des massacres de civils bosniaques dans les villages de Bistrica, Uzričje, Duša, Ždrimci et Hrasnica. La vallée de la Lašva fut encerclée par les forces croates et attaquée à l’artillerie lourde, tanks et snipers pendant sept mois.
Les armées croates justifièrent leurs attaques de cibles civiles par la présence supposées de moudjaidines étrangers mais le commandement des troupes britanniques stationnées dans la région dénièrent en avoir vu à Gornji Vakuf.
Le matin du 25 janvier 1993, après l’expiration d’un ultimatum lancé le 20 janvier, les forces croates attaquèrent Kadića Strana, quartier bosniaque de la ville de Busovača et bombardèrent les collines des alentours. Les survivants, environ 90 personnes, furent sommés de se rassembler dans des squares, où les hommes furent séparés des femmes et des enfants. Les seconds furent autorisés à rentrer chez eux tandis que les premiers furent emprisonnés et emmenés dans un camp à Kaonik.

### Nettoyage ethnique de la vallée de la Lašva

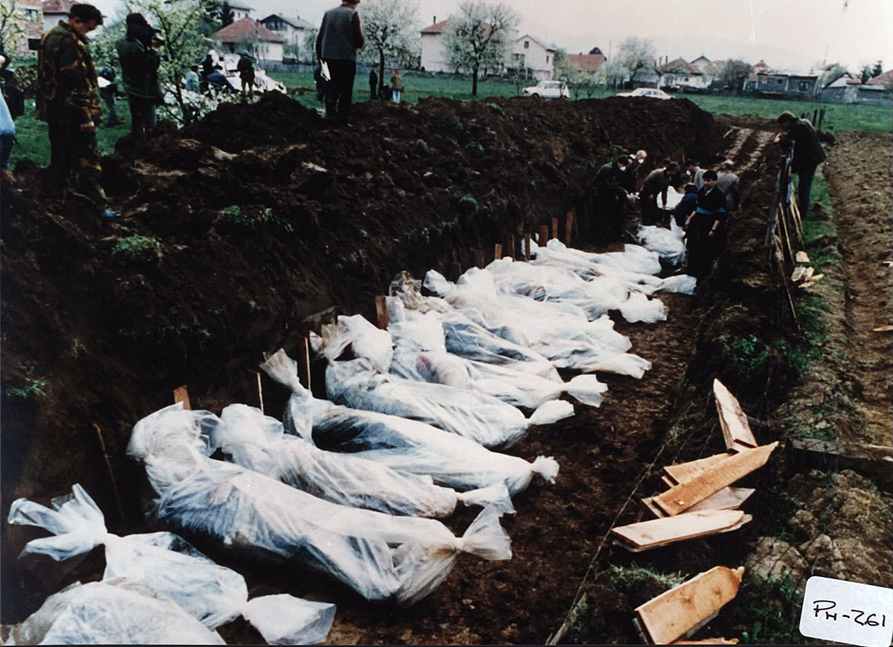
Corps de civils tués à Vitez.

Au mois d’avril 1993, les troupes croates se livrèrent à un véritable nettoyage ethnique ciblant la population bosniaque de la vallée de la Lašva: tueries, viols collectifs, emprisonnements dans des camps, destruction de sites culturels et de propriétés privées. Préparées en secret de mai 1992 à mars 1993, ces exactions culminèrent avec le massacre d'Ahmići le 16 avril, où entre 100 et 120 civils furent tués en l’espace de quelques heures. Le Centre de recherche de documentation de Sarajevo dénombre un total d’environ 2000 bosniaques morts ou disparus.

### Guerre en Herzégovine
La Communauté croate d’Herzeg-Bosna prit également le contrôle de plusieurs communes d’Herzégovine, écartant les serbes et bosniaques de la vie publique et de l’économie privée. Les drapeaux et insignes croates remplacèrent les bosniens, la monnaie croate fut introduite en lieu et place du dinar, l’aide humanitaire fut distribuée prioritairement aux Croates et les Serbes et Bosniaques firent l’objet de discriminations et harcèlement croissants.
Le 16 avril 1993, une unité de l’Armée de la république de Bosnie-Herzégovine tua quatre soldats et dix-huit civils croates dans le village de Trusina. Lors de son procès, Rasema Handanović, membre de l’unité Zulfikar, qui avait perpétré le massacre, admit y avoir pris part sous les ordres du commandant Nihad Bojadžić, qui avait ordonné de tuer les prisonniers et interdit de laisser des survivants.
Le lendemain au matin, l’armée croate attaqua les villages de Sovici et Doljani, à une cinquantaine de kilomètres au nord de Mostar, dans le cadre d’une offensive visant à prendre Jablanica, la principale ville bosniaque de la région. Les forces bosniaques s’en servaient de point d’accès au plateau de Risovac et pouvaient, de là, progresser en direction de l’Adriatique.
L’offensive sur Sovici ne dura qu’un jour et, à 17 heures, le commandement bosniaque se rendit. Entre 70 et 75 soldats furent faits prisonniers, ainsi qu’environ 400 civils. Un cessez-le-feu fut convenu, aux termes duquel les Croates renoncèrent à leurs visées sur Jablanica.

### Siège de Mostar
La ville de Mostar fut assiégée par les Croates pendant neuf mois, au cours desquels une grande partie du centre historique fut détruit par des bombardements, dont le Stari Most, pont emblématique de la ville. Slobodan Praljak, commandant du Conseil de défense croate, fut jugé et condamné par le Tribunal pénal international pour l’ex-Yougoslavie pour avoir, entre autres, ordonné la destruction du pont.
Les forces croates occupaient l’ouest de la ville tandis que l’Armée de la république de Bosnie-Herzégovine était largement concentrée sur la partie est. Cette dernière avait toutefois ses quartiers généraux à l’ouest, au sous-sol d’un complexe d’immeubles. Aux premières heures du 9 mai 1993, le Conseil de défense croate lança des tirs d’artillerie et de mortier, contrôlant toutes les routes d’accès à la ville et empêchant les organisations internationales d’y accéder. Les Bosniaques vivant dans les quartiers occidentaux furent expulsés de leurs logements. L’Armée populaire yougoslave démolit les ponts de Carinski, Titov et Lucki.

### Offensives de juin 1993
Le 11 juin 1993 les milices croates, appuyées par des civils, bloquèrent un convoi de l’UNPROFOR à Rankovići et tuèrent huit chauffeurs. Les forces britanniques qui défendaient le convoi tuèrent deux soldats du HVO. Le TPIY attribua la responsabilité de l’incident à Dario Kordić et au colonel Blaškić.
Du 7 au 13 juin, l’armée bosniaque pilonna les villes de Kakanj, Travnik et Zenica, visant prioritairement les civils Croates, mais également les Serbes. Au moins 200 morts sont à déplorer. Quarante-sept Croates de Bosnie rapportent avoir été détenus dans une école de musique transformée en prison, sans nourriture pendant la première semaine, puis dans une cave sans lumière pendant quarante-cinq jours au cours desquels ils étaient régulièrement battus avec des câbles téléphoniques, des bâtons et des manches de pelles pendant les interrogatoires. L’Armée bosniaque exécuta également des soldats croates après leur reddition à plusieurs reprises.
Le 13 juin, l’armée de Bosnie avait pris le contrôle de Travnik et des villages alentour aux Croates, mettant 20 000 civils croates en fuite. Au même moment, les Croates attaquaient Tulica et les villages de Grohovci et Han Ploča avec l’aide des forces serbes, mettant le feu aux maisons après que les Bosniaques refusèrent de rendre les armes.

### Moudjahidins
Les moudjahidins, mercenaires de confession musulmane, furent accusés de crimes de guerre contre la population croate, notamment dans les villages de Miletici (24 avril), Maljine (8 juin), Doljani (27 et 28 juin 1993), Bistrica, Kriz et Uzdol (14 septembre) et Kopijari (21 octobre); les estimations évoquent 120 civils mutilés et tués. Le 15 octobre 1993, le rapporteur spécial des Nations unies félicita Izetbegović de son intention déclarée de poursuivre les auteurs des tueries de Driz et Uzdol et lui enjoignit de faire de même pour les autres exactions. Il demanda également à être informé de la procédure prévue pour soumettre les troupes irrégulières à la structure de commandement de l’Armée bosnienne. Le 22 octobre, Izetbegović condamna les tueries et assura vouloir faire condamner leurs auteurs. En 2007, le gouvernement de Bosnie finit par révoquer l’octroi de la nationalité bosnienne à des centaines de moudjahidins.

## Opération Neretva ‘93
En septembre 1993, l’armée bosnienne lança l’Opération Neretva '93 (en) contre le Conseil de défense croate et l’armée croate pour mettre fin au siège de Mostar et remettre la main sur l’Herzégovine. Dans la nuit du 8 au 9 septembre, au moins trente-trois villageois croates de Grabovica (en) furent tués par des membres de la 9e brigade de l’armée bosnienne. Le 14 septembre, vingt-neuf civils croates et un prisonnier de guerre furent tués par le Bataillon pour l’indépendance de Prozor et des membres de la police locale. Sefer Halilović fut inculpé par le TPIY pour ces faits, mais non condamné.

## Cessez-le-feu et suites
La guerre croato-bosniaque prit officiellement fin le 23 février 1994 avec la signature d’un cessez-le-feu entre Ante Roso et Rasim Delić à Zagreb. Le 18 mars, les deux belligérants signèrent l’accord de Washington à Washington et à Vienne, établissant la Fédération de Bosnie-Herzégovine et divisant les territoires détenus par les deux parties en dix cantons autonomes. Le HVO, qui contrôlait du territoire de la Bosnie au début de la guerre, en avait perdu plus de la moitié.
Les principaux dirigeants croates, Jadranko Prlić, Bruno Stojić (en), Slobodan Praljak, Milivoj Petković (en), Valentin Ćorić et Berislav Pušić furent jugés par le TPIY et, le 29 mai 2013, condamnés en première instance à des peines atteignant au total 111 années de prisons. Franjo Tuđman, décédé en 1999, fut également désigné comme responsable des exactions commises pendant la guerre à l’encontre des civils Bosniaques. Dario Kordić, leader politique croate en Bosnie centrale, fut condamné à 25 ans de prisons pour crimes contre l’humanité.
Du côté bosniaque, le brigadier-général Enver Hadžihasanović (en) et le chef de brigade et commandant Amir Kubura (en) furent condamnés à respectivement trois ans et demi et deux ans et demi de prison pour n’avoir ni empêché ni sanctionné plusieurs crimes commis par des troupes sous leurs ordres entre 1993 et le début de l’année 1994. Le général Mehmet Alagić fut inculpé par le TPIY mais mourut en 2003, avant la fin de son procès.
Le président croate Ivo Josipović fit une visite officielle en Bosnie en avril 2010, au cours de laquelle il exprima ses profonds regrets pour la responsabilité de la Croatie dans la mort de civils et dans les divisions qui subsistent en Bosnie.